# 西岡由恵
西岡 由恵（にしおか よしえ、1974年7月11日 - ）は、日本の元競泳選手。大阪府出身。ソウルオリンピック日本代表。200m・400m個人メドレー元日本記録保持者。女優・フードコーディネーター「黒岩よし」名義として活躍。

## 経歴
樟蔭中学校・高等学校、筑波大学出身。元ミキハウス所属。
中学1年時に1987年パンパシフィック水泳選手権日本代表に初めて選出された。1988年ソウルオリンピック選考会でそれまで国内無敗だった長崎宏子を破り、オリンピック代表に選出された。オリンピック本大会では200m個人メドレーでB決勝8位（全体16位）、100m・200m平泳ぎと400m個人メドレーは予選落ちだった。
1992年バルセロナオリンピック選考会では100m・200m平泳ぎともに3位となり、代表入りはならなかった。1996年アトランタオリンピック選考会では100m平泳ぎで6位、200m平泳ぎで5位だった。2000年シドニーオリンピック選考会では100m平泳ぎ4位、200m平泳ぎ6位だった。
引退後はモデルに転向、35歳にして「NECK」で映画デビューした。